# Список колледжей и университетов Делавэра
Это список колледжей и университетов штата Делавэр, США.

## Действующие институты

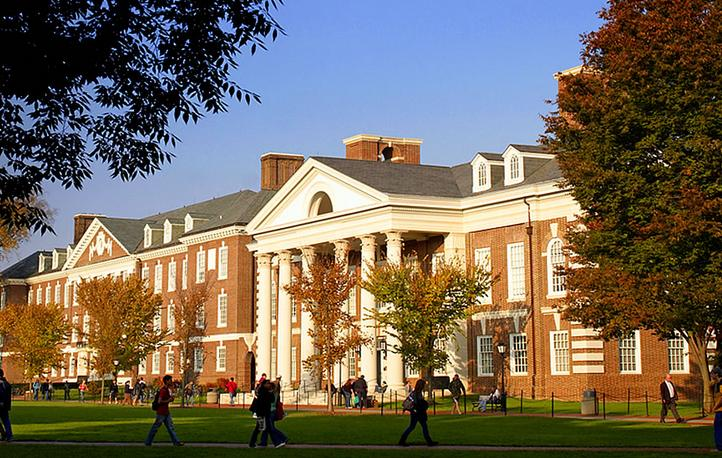
Делавэрский университет

| ВУЗ                                          | Местоположение   | Контроль               | Тип                                 | Количество студентов (2009) | Год основания |
| -------------------------------------------- | ---------------- | ---------------------- | ----------------------------------- | --------------------------- | ------------- |
| Делавэрский государственный университет      | Довер            | государственный        | докторский университет              | 4179                        | 1891          |
| Делавэрский технический общественный колледж | 4 местоположения | государственный        | профессионально-технический колледж | 20349                       | 1966          |
| Делавэрский университет                      | Ньюарк           | частный                | докторский университет              | 19391                       | 1743          |
| Делавэрский колледж искусства и дизайна      | Уилмингтон       | частный                | профильное учреждение               | 254                         | 1997          |
| Голди-Биком колледж                          | Уилмингтон       | частный                | профессионально-технический колледж | 1600                        | 1886          |
| Уисли колледж                                | Довер            | частный (методистский) | магистерский университет            | 2320                        | 1873          |
| Уилмингтонский университет                   | Нью-Касл         | частный                | докторский университет              | 13000                       | 1968          |

## Институты других штатов, действующие в Делавэре
- Школа социальных услуг при Спрингфилдском колледже, частном университете штата Массачусетс, предлагает высшее образование в Уилмингтоне.
- Университет Страйера, национальный коммерческий университет, предлагает высшее образование в Кристиане и Ньюарке.
- Юридическая школа при Университете Уайденера, частном университете штата Пенсильвания, имеет филиал в Уилмингтоне.

## Недействующие институты
| ВУЗ                  | Местоположение | Контроль               | Тип           | Год основания | Год закрытия |
| -------------------- | -------------- | ---------------------- | ------------- | ------------- | ------------ |
| Колледж Святой Марии | Уилмингтон     | частный (католический) | без категории | 1841          | 1866         |